# Le Sommeil de Leo

Le Sommeil de Leo est un album de bande-dessinée de J-C. Denis publié chez Futuropolis en 2007.
Leo, l'un des personnages, se trouve pendant la majeure partie de l'histoire en état de "veille paradoxale", proche du somnambulisme, du zen ou de l'hypnose.